# Tsjeboksary

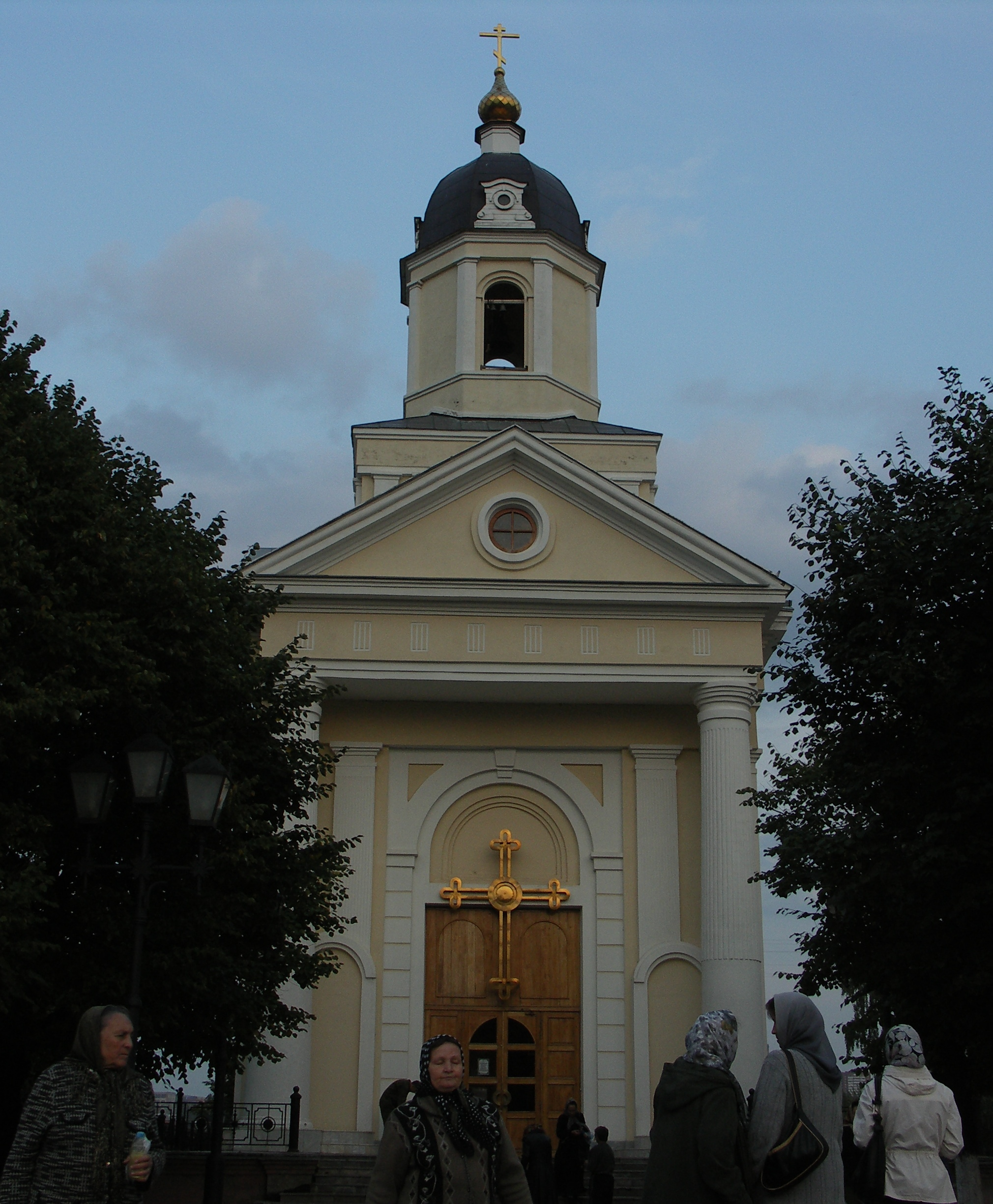
Orthodoxe kerk in Tsjeboksary

Tsjeboksary (Russisch: Чебокса́ры; Tsjoevasjisch: Шупашкар, Sjoepasjkar) is een stad in Rusland, hoofdstad van de autonome republiek Tsjoevasjië. De stad is gelegen op de rechteroever van de Wolga, ongeveer halverwege Nizjni Novgorod en Kazan.
Tsjeboksary ligt in de buurt van een waterkrachtcentrale die tot 1404 Megawatt produceert met een waterreservoir van 2274 km².
Tsjeboksary is partnerstad van Eger (Hongarije), Santa Clara (Cuba) en Antalya (Turkije).

## Geschiedenis
Tsjeboksary wordt voor het eerst vermeld in 1469, toen Russische soldaten er tijdens hun tocht naar het kanaat Kazan stopten. Uit archeologische opgravingen is echter gebleken dat de stad al veel langer bestond, zeker sinds het eind van de 13e eeuw. In die periode had de stad de Tataarse naam Çabaqsar en werd bewoond door Tsjoevasjen en Wolga-Tataren.
In 1555 bouwden de Russen een militair fort met een handelspost. In de 16e en 17e eeuw werden de Vvedenski-kathedraal, vier kloosters en acht kerken gebouwd. In 1646 woonden er 661 personen van het mannelijk geslacht. Vanaf het einde van de 17e eeuw gold Tsjeboksary als een belangrijk handelscentrum in het Wolgagebied en in 1781 kreeg het de status van stad.
Aan het begin van de 19e eeuw woonden er zo'n 5500 mensen, er was een houtzaagmolen en er waren enkele kleine fabrieken. In 1880 telde Tsjeboksary 783 huizen, waarvan 33 van steen. Aan het begin van de 20e eeuw had de stad 5100 inwoners op een totale oppervlakte van 600 hectare.

## Onderwijs, cultuur en recreatie
Tsjeboksary heeft een uitgebreid cultureel leven. De stad beschikt over een opera- en ballettheater, een filharmonie en vele theaterpodia waar zowel Russisch- als Tsjoevasjischtalige producties worden gespeeld. Een populair ontmoetingspunt is het nieuwe uitgaansgebied rond de baai (zaliv) in het centrum van de stad, waar men kan flaneren en neerstrijken in cafés. Tsjeboksary heeft ook mooie wandelpromenades en stranden langs de Wolga, waarin in de zomer ook gezwommen wordt. Onder de in de stad gevestigde musea bevindt zich ook het enige biermuseum van Rusland.
In Tsjeboksary is een aantal instellingen voor hoger onderwijs gevestigd, waaronder de Tsjoevasjische Staatsuniversiteit en de Tsjoevasjische Pedagogische Staatshogeschool.

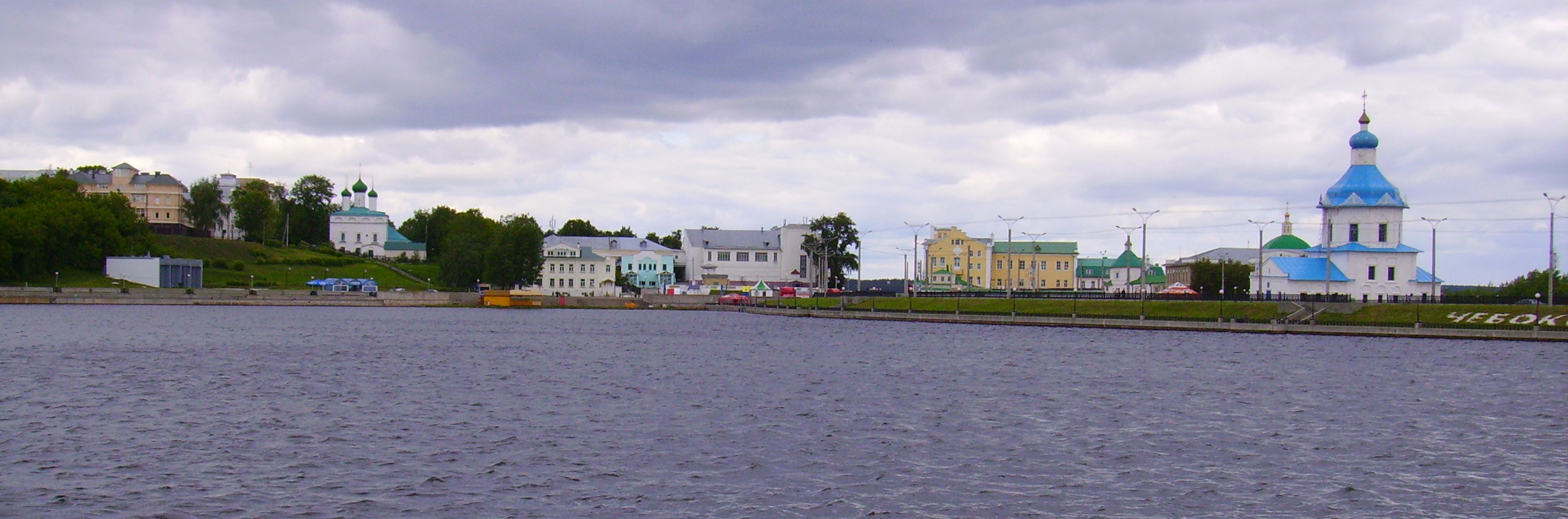
Kunstmatige baai nabij het centrum

## Partnersteden
- Eger (Hongarije)

## Geboren in Tsjeboksary
- Svetlana Zacharova (1970), marathonloopster
- Gennadi Michajlov (1974), wielrenner
- Sergej Ivanov (1975), wielrenner
- Alevtina Biktimirova (1982), marathonloopster
- Tatjana Akimova (1990), biatlete
- Elena Gerasimova (2004), turnster